# 潘镇
潘镇（法語：Payns）是法国奥布省的一个市镇，位于该省中部偏西北，属于特鲁瓦区。该市镇的总面积为16.97平方公里，2009年时的人口为1,363人。

## 人口
潘镇人口变化图示
| 数据来源：INSEE |